# Тараканов, Иван Никитич
Иван Никитич Тараканов (?—1849) — генерал-майор, участник Кавказской войны, заведующий войсками в Южном Дагестане.

## Биография
Происходил из дворян Санкт-Петербургской губернии. В военную службу вступил в 1810 году юнкером в 35-й егерский полк, в ноябре 1811 году переведён в новосформированный 50-й егерский полк.
Во время Отечественной войны 1812 года Тараканов принимал участие в сражениях при Смоленске и Бородино, за отличие в бою под Красным произведён в прапорщики. В Заграничных кампаниях 1813 и 1814 годов он сражался при Бауцене и Лейпциге, состоял в осадном корпусе у Майнца и был в делах под Бриенном и Суассоном.
По окончании Наполеоновских войн Тараканов вернулся в Россию и продолжал службу в армейской пехоте, последовательно получил чины поручика (в 1816 году) и капитана (в 1817 году). В 1820 году он был с чином майора переведён в лейб-гвардии Волынский полк, но в следующем году вернулся обратно в 50-й егерский полк, в котором в 1823 году получил чин подполковника и в 1830 году — полковника.
Во время польской кампании 1831 года Тараканов отличился в сражении при местечке Добре, при штурме Варшавских укреплений был ранен гранатой в правую ногу выше колена. По излечении в 1833 году был назначен комендантом крепости Кельце в Польше. В ноябре 1837 году был награждён орденом св. Анны 2-й степени с императорской короной.
В 1838 году Тараканов был переведён в Отдельный Кавказский корпус, в 1839 году получил чин генерал-майора и назначен управляющим мусульманскими провинциями и Талышинским ханством. 3 декабря 1839 года за беспорочную выслугу 25 лет в офицерских чинах Тараканов был удостоен ордена св. Георгия 4-й степени (№ 5921 по кавалерскому списку Григоровича — Степанова).
По случаю преобразования управления на Кавказе в 1840 году Тараканов был назначен исправляющим должность Дербентского военно-окружного начальника, командующим 2-й бригадой Грузинских линейных батальонов и заведующим войсками в Южном Дагестане, в 1841 году утверждён в звании Дербентского военно-окружного начальника. В январе 1843 года награждён орденом св. Станислава 1-й степени.
В 1846 году Тараканов оставил Кавказ и получил назначение на должность коменданта Килийской крепости на Дунае, там он и скончался в начале января 1849 года.